# Pedro Brício
Pedro Brício (Rio de Janeiro, 28 de julho de 1972) é um ator, dramaturgo e diretor de teatro brasileiro.

## Filmografia

### Televisão
| Ano     | Título                                     | Personagem                      | Notas                                |
| ------- | ------------------------------------------ | ------------------------------- | ------------------------------------ |
| 1992    | Você Decide                                | Paulo                           | Episódio: "Romance Moderno"          |
| 1994    | Você Decide                                | Augusto                         | Episódio: "Educação Sentimental"     |
| 1994    | Você Decide                                | Bernardo                        | Episódio: "O Despertar da Primavera" |
| 1995    | Engraçadinha... Seus Amores e Seus Pecados | Rodolfo                         |                                      |
| 1995    | Você Decide                                | Luís                            | Episódio: "A Droga"                  |
| 1995    | Você Decide                                | Episódio: "Perigo Ambulante"    |                                      |
| 1996    | Quem É Você?                               | Carlos Eduardo Maldonado (Cadu) |                                      |
| 1996    | Você Decide                                |                                 | Episódio: "Em Nome do Padre"         |
| 1996    | Malhação                                   | Vinicius                        | Temporada 2                          |
| 1997    | Você Decide                                | Pedro                           | Episódio: "Quando Eles Amam"         |
| 1997    | Você Decide                                | Episódio: "Francis"             |                                      |
| 1997    | Conto de Natal                             |                                 | Especial de fim de ano               |
| 1998    | Hilda Furacão                              | Juca                            |                                      |
| 1998    | Mulher                                     | Rodrigo                         | Episódio: "Dia Quente"               |
| 1998    | Você Decide                                |                                 | Episódio: "Sonhos do Passado"        |
| 1998    | Labirinto                                  | Tiago                           |                                      |
| 1999    | Malhação                                   | Ele mesmo                       | Episódio: "25 de março"              |
| 1999    | Andando nas Nuvens                         | Luiz Mário (Lula)               |                                      |
| 1999    | Mulher                                     | Gustavo                         | Episódio: "Pai de Família"           |
| 2000    | Você Decide                                | Fred                            | Episódio: "O Morto Vivo"             |
| 2002    | Desejos de Mulher                          | Juca                            |                                      |
| 2005    | América                                    | Carlos                          | Participação                         |
| 2007    | Pé na Jaca                                 | Júlio                           |                                      |
| 2008    | Beleza Pura                                | Erik Jensen                     |                                      |
| 2011    | Histórias do Brasil                        | Alves                           | Episódio: "Propaganda e Repressão"   |
| 2014–17 | Questão de Família                         | Detetive Daniel Matos           |                                      |
| 2016    | Nada Será Como Antes                       | Murilo                          |                                      |
| 2017    | Cidade Proibida                            | César                           | Episódio: "Caso Suzana"              |
| 2017–20 | Amor de 4                                  | Roberto                         |                                      |

### Cinema
| Ano  | Título                                       | Personagem             | Nota           |
| ---- | -------------------------------------------- | ---------------------- | -------------- |
| 1991 | Estação Aurora                               | —                      | Curta-metragem |
| 2014 | Sábado à Noite                               | Rafael                 | Curta-metragem |
| 2015 | O Fim e os Meios                             | Paulo Henrique Martins |                |
| 2015 | O Vendedor de Passados                       | Davi                   |                |
| 2015 | Ninguém Ama Ninguém... Por Mais de Dois Anos | Orozimbo               |                |
| 2015 | Muitos Homens Num Só                         | Jorge Pereira          |                |
| 2018 | O Paciente - O Caso Tancredo Neves           | Patologista            |                |

## Teatro

### Como ator
- 1989 - Toma, o Mundo É Teu[3]
- 1994 - Futebol[4]
- 2003 - A Morte de um Caixeiro Viajante
- 2005 - A Falta Que Nos Move ou Todas as Histórias São Ficção
- 2010 - Devassa

### Como diretor
- 2008 - Cine-Teatro Limite[5]
- 2008 - Acqua Toffana
- 2011 - Trabalhos de Amores Quase Perdidos[6]
- 2012 - A Peça do Casamento[6]
- 2020 - Cara Palavra...
- 2024 - King Kong Fran

### Como autor
- 2006 - A Incrível Confeitaria do Sr. Pellica[6]
- 2010 - Comédia Russa
- 2011 - Breu
- 2011 - O Menino que Vendia Trabalhos (adaptado da obra de Ignacio de Loyola Brandão)[6]
- 2024 - King Kong Fran